# Раян Єйтс
Раян Джеймс Єйтс (англ. Ryan James Yates, нар. 21 листопада 1997) — англійський професійний футболіст, який грає на позиції півзахисника, капітан клубу «Ноттінгем Форест». Єйтс приєднався до юнацької академії «Ноттінгем Форест» у 2005 році і підписав професійний контракт із клубом у 2016 році.

## Клубна кар’єра
Єйтс був включений до складу основної команди Ноттінгем Форест на початку сезону 2016–17, після чого 26 серпня 2016 року відправився в оренду на один місяць до клубу Національної ліги «Барроу». 21 вересня «Барроу» продовжив оренду, а 2 листопада — ще раз до 9 січня 2017 року. Після цього остаточного продовження менеджер «Барроу» Пол Кокс сказав про Єйтса: «Він діамант у плані бажання вчитися, ставати кращим, сильнішим. Це робить Раяна таким важливим у нашій команді. Він своїм голодом і бажанням впливає на інших».
Єйтс був відкликаний «Форест» 13 січня, зігравши дев’ятнадцять матчів і забивши два голи у всіх турнірах за «Барроу».
31 січня, незабаром після повернення з «Барроу», Єйтс був відданий в оренду до клубу Ліги 1 Шрусбері Таун до кінця сезону. Він дебютував у професійній лізі 14 лютого, вийшовши на заміну на 64-й хвилині у матчі проти Пітерборо Юнайтед, який завершився поразкою 2:1. 27 лютого, перебуваючи в оренді в «Шрусбері Таун», Єйтс продовжив контракт із «Форест» до 2019 року. 1 квітня Єйтс отримав першу червону картку у професійній кар’єрі за два підкати у грі проти Брістоль Роверс, хоча після другого порушення його штовхнули гравці суперника, що його орендний клуб назвав «жорстким» рішенням.
4 серпня 2017 року Єйтс приєднався до Ноттс Каунті в оренду на сезон 2017–18, разом із іншим півзахисником «Форест» Хорхе Грантом. Він дебютував за клуб 8 серпня у виїзному матчі проти Сканторп Юнайтед у першому раунді Кубка Футбольної ліги. Єйтс вийшов у стартовому складі і забив гол на останній хвилині другого додаткового тайму, зрівнявши рахунок до 3:3. Хоча «Ноттс» програли у серії пенальті, менеджер клубу Кевін Нолан похвалив Єйтса, назвавши його «лідером» із «величезним потенціалом».
11 січня 2018 року Єйтс підписав контракт із «Ноттінгем Форест» до 2020 року і був відкликаний з оренди в «Ноттс Каунті», щоб приєднатися до клубу Ліги 1 Сканторп Юнайтед до кінця сезону 2017–18. Він забив гол у своєму дебютному матчі за «Сканторп» проти «Пітерборо Юнайтед». Газета Scunthorpe Telegraph описала його виступ як «гравець матчу». Sky Sports нагородив Єйтса трофеєм гравця матчу за нічию 1:1 з Оксфорд Юнайтед 30 березня.
5 липня 2018 року Єйтс підписав новий трирічний контракт із «Ноттінгем Форест», який утримував його в клубі до 2021 року. У грудні 2019 року він продовжив контракт до 2023 року.
Єйтс отримав похвалу за свої виступи протягом сезону 2021–22, зокрема за зростання кількості забитих голів. Він відіграв важливу роль у команді «Ноттінгем Форест», яка здобула підвищення до Прем'єр-ліги вперше за 23 роки, зігравши 43 матчі в Чемпіоншип, 3 матчі в плей-оф і забивши вісім голів у лізі. Він був включений до Команди сезону Чемпіоншипу EFL. Менеджер «Ноттінгем Форест» Стів Купер назвав Єйтса «творцем культури» в команді «Ноттінгем Форест».
4 травня 2024 року Єйтс забив гол у перемозі 3:1 над Шеффілд Юнайтед, що дозволило йому приєднатися до обраної групи гравців, які забивали в усіх п’яти найвищих дивізіонах англійського футболу.
29 липня 2024 року Єйтс підписав новий чотирирічний контракт із «Форест», зобов’язавшись залишитися в клубі до 2028 року.

## Статистика виступів
Станом на матч зіграний 12 квітня 2025
| Клуб                      | Сезон              | Ліга               | Ліга | Ліга | Кубок Англії | Кубок Англії | Кубок EFL | Кубок EFL | Інші                          | Інші | Загалом | Загалом |
| Клуб                      | Сезон              | Дивізіон           | М    | Г    | М            | Г            | М         | Г         | М                             | Г    | М       | Г       |
| ------------------------- | ------------------ | ------------------ | ---- | ---- | ------------ | ------------ | --------- | --------- | ----------------------------- | ---- | ------- | ------- |
| Ноттінгем Форест          | 2016–17            | Чемпіоншип         | 0    | 0    | 0            | 0            | 0         | 0         | —                             | —    | 0       | 0       |
| Ноттінгем Форест          | 2017–18            | Чемпіоншип         | 0    | 0    | 0            | 0            | 0         | 0         | —                             | —    | 0       | 0       |
| Ноттінгем Форест          | 2018–19            | Чемпіоншип         | 16   | 1    | 0            | 0            | 1         | 0         | —                             | —    | 17      | 1       |
| Ноттінгем Форест          | 2019–20            | Чемпіоншип         | 27   | 3    | 1            | 0            | 0         | 0         | —                             | —    | 28      | 3       |
| Ноттінгем Форест          | 2020–21            | Чемпіоншип         | 34   | 2    | 1            | 0            | 1         | 0         | —                             | —    | 36      | 2       |
| Ноттінгем Форест          | 2021–22            | Чемпіоншип         | 43   | 8    | 4            | 1            | 1         | 0         | Виступи в плей-оф Чемпіоншипу | 0    | 51      | 9       |
| Ноттінгем Форест          | 2022–23            | Прем'єр-ліга       | 26   | 0    | 1            | 1            | 4         | 1         | —                             | —    | 31      | 2       |
| Ноттінгем Форест          | 2023–24            | Прем'єр-ліга       | 35   | 1    | 4            | 0            | 1         | 0         | —                             | —    | 40      | 1       |
| Ноттінгем Форест          | 2024–25            | Прем'єр-ліга       | 29   | 2    | 4            | 2            | 0         | 0         | —                             | —    | 33      | 4       |
| Ноттінгем Форест          | Загалом            | Загалом            | 210  | 17   | 15           | 4            | 8         | 1         | 3                             | 0    | 236     | 22      |
| Барроу (оренда)           | 2016–17            | Національна ліга   | 16   | 1    | 3            | 1            | 0         | 0         | 0                             | 0    | 19      | 2       |
| Шрусбері Таун (оренда)    | 2016–17            | Ліга 1             | 12   | 0    | —            | —            | —         | —         | —                             | —    | 12      | 0       |
| Ноттс Каунті (оренда)     | 2017–18            | Ліга 2             | 25   | 3    | 3            | 2            | 1         | 1         | 0                             | 0    | 29      | 6       |
| Сканторп Юнайтед (оренда) | 2017–18            | Ліга 1             | 16   | 2    | —            | —            | —         | —         | Виступи в плей-оф Ліги 1      | 0    | 18      | 2       |
| Загалом за кар’єру        | Загалом за кар’єру | Загалом за кар’єру | 279  | 23   | 21           | 7            | 9         | 2         | 5                             | 0    | 314     | 32      |

## Титули і досягнення
Ноттінгем Форест
- Плей-оф Чемпіоншипу EFL: 2022[34]

Індивідуальні
- Команда сезону Чемпіоншипу EFL: 2021–22[35]